# Afzal Khan
Mohammed Afzal Khan (Jhelum, 5 aprile 1958) è un politico britannico, membro del Partito Laburista e europarlamentare dal 2014 al 2017.

## Biografia

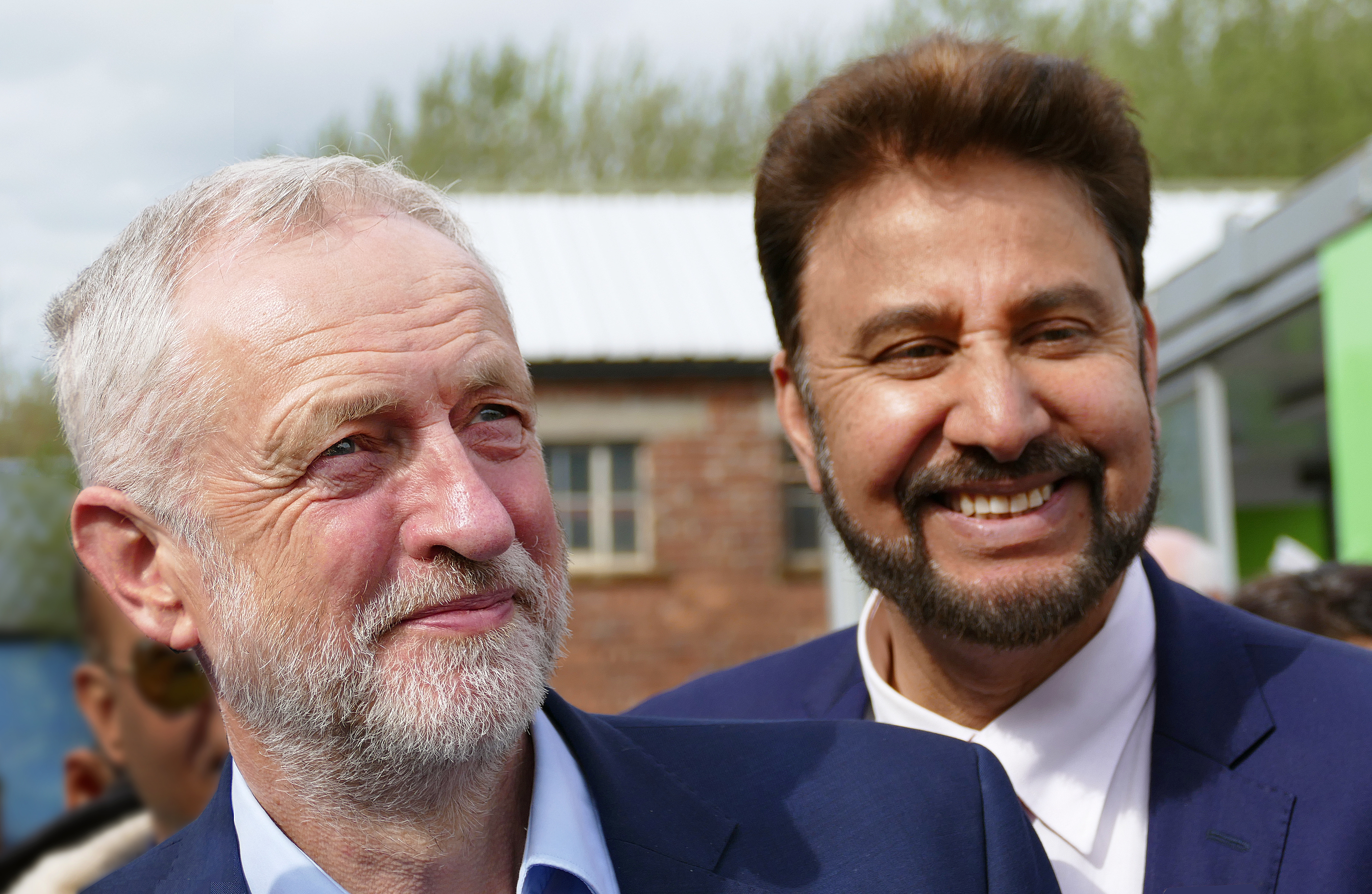
Jeremy Corbyn, leader laburista con Afzal Kahn all'evento della campagna elettorale di Gorton, Manchester 11 aprile 2017.

Nato in Pakistan, è venuto in Gran Bretagna all'età di 11 anni. Ha abbandonato la scuola dopo cinque anni, ha quindi lavorato in varie professioni, tra cui come macellaio, autista di autobus e ufficiale di polizia. In seguito ha iniziato gli studi di giurisprudenza, e ha iniziato a esercitare la professione di consulente legale..
Nel 2000, è stato eletto consigliere di Manchester per il Partito Laburista. Viene rieletto nel 2004, 2007 e 2011. È stato coinvolto nelle attività delle comunità musulmane in Gran Bretagna. È stato consigliere del segretario di Stato Patricia Hewitt.
Nel 2005 è stato eletto alla carica di Lord Mayor (sindaco) di Manchester, diventando il primo asiatico in questa posizione e allo stesso tempo il più giovane nominato in questo ufficio, che ha ricoperto per un anno (fino al 2006). Nelle elezioni europee del 2014, ha ottenuto il mandato del deputato europeo nella VIII legislatura.
Nelle elezioni generali del 2017, è stato eletto deputato alla Camera dei comuni. Nel 2019 si ricandida.
Nel 2008, è stato insignito Commendatore dell'Ordine dell'Impero Britannico (CBE).